# Here to Save You All
Here to Save You All är ett album av Chino XL, släppt 9 april 1996. Albumet är främst producerat av B Wiz.

## Låtlista
1. "Here To Save You All :59" (Producerat av B Wiz)
2. "Deliver" – 3:29 (Producerat av KutMasta Kurt)
3. "No Complex" – 4:40 (Producerat av B Wiz)
4. "Partner To Swing" – 4:15 (Producerat av B Wiz)
5. "It's All Bad" – 5:00 (Producerat av B Wiz)
6. "Freestyle Rhymes" – 4:13 (Producerat av Bird)
7. "Riiiot!" (med Ras Kass) – 4:44 (Producerat av Bird)
8. "Waiting To Exhale" (med Gravitation) – 3:26 (Producerat av B Wiz)
9. "What Am I?" – 4:59 (Producerat av B Wiz)
10. "Feelin' Evil Again" – 3:32 (Producerat av B Wiz)
11. "Thousands" – 4:11 (Producerat av D.J. Homicide)
12. "Kreep" – 5:18 (Producerat av by Eric Romero)
13. "Many Different Ways" – 5:07 (Producerat av B Wiz)
14. "The Shabba"-Doo Conspiracy (med Kool Keith) – 4:39 (Producerat av B Wiz)
15. "Ghetto Vampire" – 4:47 (Producerat av B Wiz)
16. "Rise" – 5:21 (Producerat av Dan Charnas)

## Medverkande
- Kool Keith (Artist)
- Gravitation (Artist)
- Ras Kass (Artist)
- B Wiz (Producent)
- Dan Charnas (Verkställande producent)
- Stephen Stickler (Fotograf)
- D.J. Homicide (Producent)
- Bird (Producent)
- Kutmaster Kurt (Producent)
- Eric Romero (Producent)

## Samplingar
Följande låtar har samplats i albumet:
- "Creep" av Radiohead i låten "Kreep"
- "I'm Still Standing" av Elton John i låten "No Complex"
- "Last Dayz" av Onyx i låten "Riiiot!"
- "Lifestylez ov da Poor and Dangerous" av Big L i låten "Many Different Ways"